# Arctostaphylos hooveri
Arctostaphylos hooveri är en ljungväxtart som beskrevs av Philipp Vincent Wells. Arctostaphylos hooveri ingår i släktet mjölonsläktet, och familjen ljungväxter. Inga underarter finns listade i Catalogue of Life.